# Пель (Саксонія)
Пель (нім. Pöhl) — громада в Німеччині, розташована в землі Саксонія. Входить до складу району Фогтланд.
Площа — 36,59 км2. Населення становить 2479 ос. (станом на 31 грудня 2020).